# Ермаченко, Иван Абрамович
.Ива́н Абра́мович (Авраа́мович) Ермаче́нко (бел. Іван Абрамавіч Ермачэнка; 13 мая 1894, д. Копачёвка, Борисовский уезд, Минская губерния — 25 февраля 1970, Флорида, США).

## Биография

### Служба вРИАиВСЮР
Родился в деревне Копачёвка (ныне Борисовский район, Минская область, Республика Беларусь) в крестьянской семье. В 1914 году окончил школу прапорщиков. Участник Первой мировой войны и Гражданской войны на Юге России, полковник Белой армии, был адъютантом генерала Врангеля, имея звание подполковника.

### В эмиграции
В 1920 году эмигрировал в Турцию, где присоединился к белорусскому национальному движению. В 1921 году в ранге полковника являлся представителем правительства Белорусской Народной Республики в Константинополе и генеральным консулом на Балканах. Основал консульские отделы Белоруссии в Югославии и Болгарии. В 1922 году — заместитель Министра иностранных дел БНР в Ковно. Один из крупнейших деятелей правительства БНР в эмиграции в довоенный период, осуществлял активную дипломатическую деятельность. Эмигрировал в Чехословакию, где в 1928 году окончил медицинский факультет Карлова университета. Занимался врачебной практикой и общественно-политической деятельностью в среде белорусской эмиграции. Основатель журнала «Искры Скорины».

### В годы Великой Отечественной Войны
С 1938 года — куратор белорусско-немецкого сотрудничества, в 1939 году представители Министерства иностранных дел Рейха провели переговоры с И. Ермаченко. Он предложил немецкой стороне проект разгрома Советского Союза, в котором важную роль сыграло бы союзное Германии белорусское государство. Вместе с Василим Захаркой он разработал меморандум Гитлеру, в котором просил уделить пристальное внимание решению белорусского вопроса.
В 1940 году он основал в Праге Белорусский комитет самопомощи, создал собственное частное издательство, выпустившее пять книг. После оккупации Белоруссии 22.10.1941 войсками нацистской Германии возглавил Белорусскую народную самопомощь (БНС).
Ярый политический соперник Главы БНСП - Фабиана Акинчица. Последний заручился поддержкой главы РСХА Рейнхарда Гейдриха, Ермаченко - генерального комиссара Белоруссии, Вильгельма Кубе. Акинчиц практически узурпировал власть, но был убит партизанами у дома своего друга Владислава Козловского.
В 1942 году Ермаченко начал формирование Белорусского корпуса самообороны (БКС). С июня 1942 года генеральный комендант БКС и БНС. Весной 1943 года БКС был распущен. В июле 1943 года БНС реорганизована в Белорусскую самопомощь (БСП). В сентябре 1943 года смещён немцами с поста руководителя БСП и вернулся в Прагу, где был арестован гестапо по делу убийства генерального комиссара (руководителя оккупационной администрации) Генерального округа Белоруссия Вильгельма Кубе. В апреле 1945 года покинул Прагу, выехав в западную часть Германии.
С 1948 года — в эмиграции в США, где работал врачом. Один из основателей Объединенного белорусско-американского комитета помощи в Саут-Ривер (штат Нью-Джерси). Публиковался в журнале «Белорус в Америке». Активный член белорусской эмиграции в США.